# Sengge
Sengge Khuntaij (mongol : ᠰᠡᠩᠭᠡ
ᠬᠤᠩᠲᠠᠶᠢᠵᠢ, cyrillique : Сэнгэ хунтайж, MNS : Senge khuntaij) ou plus simplement Sengge, mort en 1671, est un khan mongol oïrat.

## Biographie
Il est le fils de Erdenibaatar khuntaij et de la Torgut Yum-Agas khatan (Агас хатан). Son père est un oïrat-dzoungar du clan des Tchoros à qui il succède à sa mort, en 1653, au titre de Kuntaij. Son épouse est Anu khatan.
Lors des querelles de succession, il est tué par ses deux demi-frères, Tsetsen khan et Tsodba Batour (Čotba Batur) en 1671[Information douteuse]. Il a pour fils Tsewang Rabtan, qui échappe aux meurtriers de son père.
Son frère Galdan Boshugtu Khan lui succéde, et fait condamner à mort ses assassins. Le nouveau khan doit, selon la tradition mongole du lévirat, épouser la femme de son frère, Anu khatan.